# José Rodríguez (sindicalista)
José Rodríguez (Caseros, 7 de agosto de 1935-Buenos Aires, 7 de noviembre de 2009) fue un político y sindicalista argentino, conocido por haberse desempeñado durante 36 años como Secretario General del Sindicato de Mecánicos y Afines del Transporte Automotor (SMATA), uno de los gremios más grandes de la Argentina. Además, fue diputado nacional en dos oportunidades y se desempeñó al frente de la Confederación General del Trabajo en la década de 1990.

## Biografía
Perito mercantil y militante del peronismo desde los 18 años, comenzó trabajando como empleado ferroviario e inició su carrera sindical en La Fraternidad, siendo despedido por organizar un paro. Al poco tiempo consigue trabajo en una fábrica de tractores de Deutz-Fahr en Haedo, se afilia al SMATA y es elegido delegado.
Su llegada a la secretaría general de SMATA se dio tras el asesinato de Dirck Kloosterman, atribuido a las Fuerzas Armadas Peronistas en marzo de 1973, de quien era secretario adjunto. Acompañó, junto con otras figuras, a Juan Domingo Perón, en el vuelo chárter de Alitalia que lo trajo de vuelta de su exilio en España a la Argentina el 17 de noviembre de 1972. En aquella época, se desempañaba como Secretario de Previsión Social de la CGT, durante el secretariado de José Ignacio Rucci.
Fue apartado del cargo por unos años durante el autoproclamado Proceso de Reorganización Nacional, que además lo encarceló por organizar paros contra el gobierno militar, además de ser integrante de la «Comisión de los 25». Sin embargo, familiares de víctimas de obreros desaparecidos en fábricas de Mercedes-Benz lo denunciaron por entregar a delegados y otros obreros, colaborando con sus secuestros. Al respecto, fue acusado de recibir pagos por parte del gobierno militar a cambio de información.
Fue conocido como uno de los «Gordos» de la CGT, mote utilizado por los medios argentinos para referirse a un sector aquel, integrado por dirigentes gremiales que habían acumulado mucho poder, tenían una retórica combativa y llevaban largo tiempo al frente de sus respectivos sindicatos. Se enfrentó a Lorenzo Miguel internamente dentro de la CGT, y logró, entre 1992 y 1993, ser parte de la comisión directiva de aquel ente. Fue uno de los principales opositores al gobierno de Raúl Alfonsín, gobierno contra el cual organizó diversas medidas de fuerza.
Fue elegido como diputado nacional por el Partido Justicialista, desempeñándose en dos mandatos, entre 1985 y 1989, cuando encabezó la lista de diputados en la provincia de Buenos Aires, y nuevamente entre 1991 y 1995. En aquella época apoyó a Carlos Menem, lo que terminó de acentuar aún 
más su distancia con Lorenzo Miguel.
Falleció el 7 de noviembre de 2009, tras diversas complicaciones de salud, que lo habían obligado a dejar la secretaría general del gremio en abril de ese año. Sus restos fueron velados en la sede de su gremio, y posteriormente inhumados en el cementerio Jardín de Paz de Pilar. Al momento de su muerte, enfrentaba además de la causa penal por su supuesta colaboración con la dictadura militar, otra por lavado de dinero, de la cual se señalaba había blanqueado dinero provenientes de la obra social del sindicato a través de cuentas en Suiza.
Se encontraba casado con Norma Vergano y tenía dos hijas.